# انقطاعات التيار الكهربائي في فنزويلا عام 2019

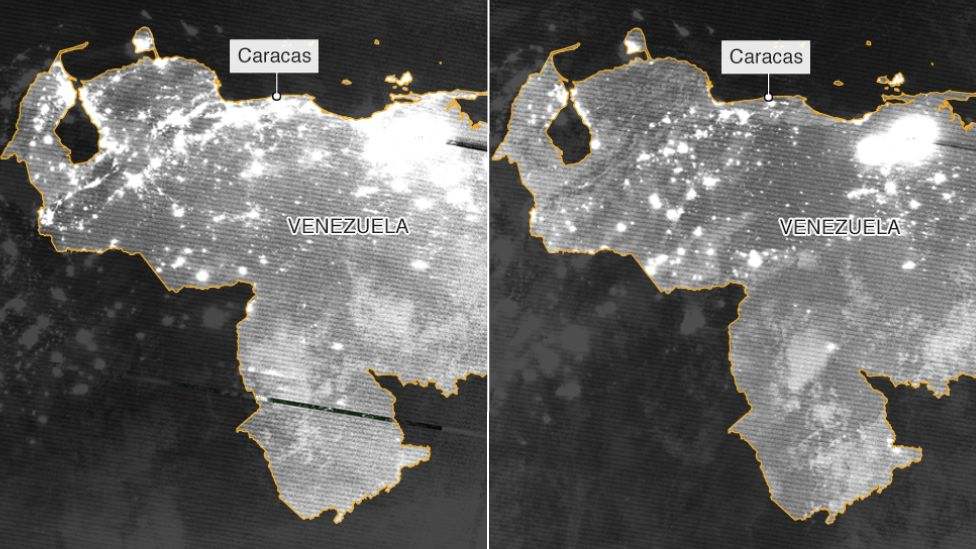
خريطة ضوئية لفنزويلا في ليلة 7 مارس 2019 وليلة 8 مارس 2019.

بدأت انقطاعات التيار الكهربائي المتكررة على مستوى البلاد في فنزويلا في مارس، 2019. يعزو الخبراء ومؤسسة كوربويليك الحكومية نقص الكهرباء إلى عدم وجود الصيانة، ونقص في الخبرة التقنية في البلاد والناتجة عن هجرة الأدمغة؛ وتعزوها إدارة نيكولاس مادورو إلى التخريب. حدثت منذ مارس عدة انقطاعات مختلفة على نطاق البلاد.
بدأ أول انقطاع منتشر على نطاق واسع للتيار الكهربائي في 7 مارس، 2019، في الساعة 4:56 مساء بالتوقيت المحلي (4 بتوقيت غرينيتش)؛ واستمر حتى 14 مارس حتى أعيد إلى معظم أنحاء البلاد. كان ذلك أكبر انقطاع للتيار الكهربائي في تاريخ البلاد، وأثر على قطاع الكهرباء في فنزويلا في معظم ولاياتها البالغ عددها 23 ولاية، إضافة إلى ولاية رورايما الحدودية في البرازيل، مسببًا مشاكل خطيرة في المستشفيات والعيادات، والصناعة، والنقل وخدمات المياه. أدى ذلك إلى وفاة 43 شخص على الأقل. عادت الكهرباء بتاريخ 12 مارس إلى بعض أجزاء البلاد، لكن كاراكاس بقيت تغذيتها الكهربائية بشكل جزئي، وبقيت المناطق الغربية بالقرب من الحدود مع كولومبيا مظلمة. استمر انقطاع التيار الكهربائي في بعض المناطق لعدة أيام بعد 14 مارس.
عاد انقطاع التيار الكهربائي في 14 إلى 16 ولاية فنزويلية من أصل 23 منذ 25 مارس حتى 28 مارس؛ وتوفي على الأقل أربعة أشخاص نتيجة انقطاع الكهرباء مدة ثلاثة أيام. بدأ انقطاع آخر في مساء 29 مارس، وتبعه آخر بعد 24 ساعة أخرى. كانت فنزويلا خلال شهر مارس، بدون كهرباء مدة 10 أيام على الأقل بصورة شاملة.
أدى انقطاع التيار الكهربائي إلى تفاقم الأزمة في فنزويلا، و«المعاناة، وانقطاع إمدادات المياه مما ترك المستشفيات والمطارات في الظلام». أعلن مادورو في 31 مارس عن خطة مدتها 30 يوم لتقنين الكهرباء، وأعلن خوان غوايدو أن اليابان كانت مستعدة لتقوم باستثمارات في فنزويلا للمساعدة في حل مشكلة انقطاع الكهرباء.
حدث انقطاع كهربائي كبير وطني آخر في 22 يوليو.

## تاريخيًا
تأتي معظم الطاقة الكهربائية في فنزويلا من أحد أكبر السدود الكهرومائية في العالم، سد غوري في ولاية بوليفار، فنزويلا على نهر كاروني؛ اعتبارًا من 2019، يأتي 70-80% من الكهرباء الفنزويلية من غوري. لدى فنزويلا تاريخ من انقطاعات الكهرباء يعود على الأقل إلى عام 2010؛ كتب جوان ناغل في فورين بوليسي في عام 2016 إن المشاكل تنتج عن «فساد الحكومة الكبير، وسياسات الكهرباء الكارثية في البلاد». قالت يونيفزيون التلفزيونية أيضًا إن المشاكل في قطاع الكهرباء تنتج عن الفساد و«عدم وجود صيانة واستثمار». قال تقرير صادر عن منظمة الشفافية في فنزويلا إنه تم التخلي عن الصيانة مدة عشرين عام ابتداءً من عام 1988. فاقمت البنية التحتية المتقادمة من المشاكل، وتم إسكات النقاد؛ وقبض جهاز الاستخبارات البوليفاري على زعيم اتحاد عمال الكهرباء في الولاية في عام 2018 بسبب تحذيره من احتمال حدوث انقطاع في التيار الكهربائي.
كانت مؤسسة إيه إي إس الأمريكية تمتلك شركة إلكتريسيتي دو كاراكاس الخاصة حتى عام 2007؛ ووفقًا لصحيفة وول ستريت جورنال «فإن الشبكة الكهربائية في فنزويلا كانت في أحد الأيام موضع حسد من أمريكا اللاتينية». أنشأ الرئيس في حينها هوغو تشافيز شركة كوربويليك الحكومية من خلال تأميم قطاع الكهرباء وطرد الصناعات الخاصة في عام 2007؛ وبالتالي، كانت الدولة المسؤول الوحيد عن إمدادات الطاقة على مدى أكثر من عشر سنوات. تقول يونيفيزيون إن «تشافيز اعترف بإخفاقات مثل التوفر «غير الكافي» لمحطات توليد الطاقة الحرارية والقيود المفروضة على شبكة نقل الطاقة الكهربائية وعلى نظام التوزيع»؛ وقع مرسومًا في عام 2010 يعلن فيه «حالة الطوارئ في الخدمة الوطنية الكهربائية». سرع تشافيز من مشاريع كوروبويليك، وتجاوز عملية المناقصات العمومية للمشاريع، و«شرع «التعاقد عن طريق منح العقد المباشر»» مما سهل الفساد.
في عام 2009، أعلنت إدارة تشافيز حالة الطوارئ الوطنية للكهرباء واستثمرت 100 مليون دولار أمريكي في حلها. وفقًا لشبكة يونيفيزيون «وزعت إدارة تشافيز عقود بقيمة مليون دولار بدون مناقصة مما أثرى مسؤولين كبار في حكومته ولم يتم إنجاز الأعمال على الإطلاق. صرحت صحيفة ذا وول ستريت جورنال أن الحكومة منحت عقودًا إلكترونية لشركات تمتلك خبرة قليلة في قطاع الكهرباء. منحت مليارات الدولارات في عقود لمشاريع لم تكتمل أبدًا، مما أدى لحدوث تحقيقات دولية «مع مسؤولين كبار في نظام تشافيز مضطهدين اليوم لنهبهم خزائن الدولة البوليفارية». يقول النقاد إن شركة واحدة، ديرويك أسوشييتس، أعطيت كل المشاريع على الرغم من عدم امتلاكها خبرة سابقة؛ وتنكر ديرويك دفعها أي رشاوي لذلك. لم يكتمل 17 مشروع من أصل 40 تمت الموافقة عليها بين عامي 2010 و2014 وحللتها منظمة الشفافية في فنزويلا، حتى مارس 2019، ولا يعمل أي منها بالقدرة الاستيعابية، إضافة إلى رفع الأسعار بمليارات الدولارات.
زاد تعقيد الأمور التقنية أن إدارة كوربويليك تسلمت لضابط كبير في الحرس الوطني الفنزويلي، لويس موتا دومينغيز، الذي اعترف بأنه لا يمتلك خبرة كبيرة في أعمال صناعات الطاقة. تتطلب إعادة تشغيل شبكة كهربائية معمرة مختصين ومعدات ربما لم تعد متوفرة في فنزويلا، نتيجة لهجرة الأدمغة؛ ترك آلاف العمال البلاد، أو تركوا كوربويليك بسبب «الأجور الضئيلة وجو الذعر الذي كانت تبثه الشرطة الدائمة للسيد مادور» وفقًا لخبراء استشهدت بهم صحيفة نيويورك تايمز.
كان هناك انقطاعين كبيرين للتيار الكهربائي في عام 2013. في عام 2016، عانت فنزويلا من أزمة كهرباء حادة تسببت في انقطاع التيار الكهربائي، وإغلاق الصناعة، وإصدار الرئيس نيكولاس مادور لقرار في حينها بتقليص ساعات العمل لموظفي الحكومة. طبقت إدارة مادورو نظام التقنين عدة مرات وغيرت ساعات البلد لاستيعاب التنقل في النهار. كتب ناغل في عام 2016، «يوجد سببين رئيسيين للأزمة: الاستهلاك المفرط للكهرباء وعدم كفاية الإنتاج. وجزر هاتين المشكلتين هو الحكومة السيئة: النزعة الشعبوية، وسوء التخطيط، والأيديولوجيا غير المرنة والفساد المستشري». حدث في عام 2017 أكثر من 18 ألف انقطاع للتيار الكهربائي في كل أنحاء البلاد.
حققت الجمعية الوطنية في عام 2017 في شأن المئة مليار دولار التي استثمرت في النظام الكهربائي وأكدت أن 80 مليار دولار منها اختلست، وأن أكثر من 14 محطة توليد حرارية لم تكن تعمل، وأنه لم يتوفر صيانة كافية سواء كان للنقل الكهربائي أو لنظام التوزيع الكهربائي.
أدت محاولات تفسير انقطاع الكهرباء المستمر، على الرغم من إنفاق مليارات الدولار، إلى ازدراء وسخرية العامة على مواقع التواصل الاجتماعي؛ في عام 2018، قال موتا دومينغيز على موقع إنستغرام: «أيها الرفاق! في بعض الحالات، تحدث أعطال في النظام الكهربائي بسبب حيوانات مثل: الجرذان، والفئران، والثعابين، والقطط، والسناجب، والأرانب ونسور الديك الرومي.. إلخ، التي تبحث عن الجحور أو الأعشاش أو أماكن اختباء، وتدخل إلى معدات النظام مسببة الأعطال. اتهم في مارس 2019، مواطنان فنزويليان- جيسوس رامون فيرويس ولويس ألبيرتو شاسين حداد، اللذان يعيشان في الولايات المتحدة ولديهم ارتباطات كبيرة مع شركة كوربويليك التابعة لموتا دومينغيز- في محكمة مقاطعة فلوريدا بغسيل الأموال، وانتهاك قانون الممارسات الأجنبية الفاسدة، «تبديد أموال العامة أو سرقتها أو اختلاسها من قبل موظف حكومي أو لصالحه»؛ تزعم الشكوى أن ملايين الدولارات كانت تحول من كوربويليك إلى حساباتهم المصرفية في فلوريدا في عامي 2016 و2017.